# Amy Beach

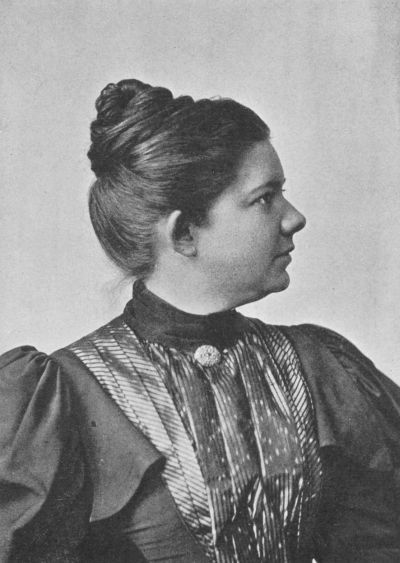
Amy Beach

Amy Marcy Cheney Beach (Henniker, 5 september 1867 - New York, 27 december 1944) was een Amerikaans componiste en pianiste van Schotse afkomst. Ze was de eerste succesvolle Amerikaanse vrouwelijke componist die naam maakte in de muziek. De meeste van haar composities en uitvoeringen zijn gedaan onder de naam Mrs. H.H.A. Beach.

## Vroege jaren
Amy Marcy Cheney werd geboren als kind van een voorname familie uit New England. Ze was een wonderkind waarvan gezegd werd dat het als eenjarige veertig liedjes kon zingen. Ze leerde zichzelf op driejarige leeftijd lezen en componeerde drie eenvoudige walsen toen ze vier was. Van haar moeder kreeg ze haar eerste lessen toen ze zes was, en een jaar daarna gaf ze haar eerste recitals. Ze speelde werken van Händel, Beethoven, Chopin, alsook eigen werken. In 1875 verhuisden haar ouders naar Boston, waar zij het advies kregen Amy op een Europees conservatorium in te schrijven. In de plaats daarvan kozen zij ervoor haar in Boston les te laten volgen, en ze huurden daarvoor eerst Ernst Perabo, en later Carl Baermann in. Toen ze veertien was, kreeg Amy haar enige officiële compositietraining van Junius W. Hill, bij wie ze een jaar lang harmonieleer en contrapunt studeerde. Afgezien van dat ene jaar kreeg Amy Beach verder geen lessen en leerde ze zichzelf alles vooral door klassieke stukken in te studeren, zoals Bachs Wohltemperiertes Klavier.

## Carrière
In 1883 maakte ze haar professionele debuut in Boston: ze speelde Chopins Rondo in E en Moscheles’ concert in g mineur. Kort daarna trad ze als soliste op met het Boston Symphony Orchestra. Na haar huwelijk in 1885 met Dr. Henry Harris Aubrey Beach – een chirurg uit Boston die 24 jaar ouder was dan zij – stemde ze ermee in om haar optredens te beperken tot één openbaar recital per jaar, en de opbrengsten daarvan te doneren aan een liefdadig doel. Tegemoetkomend aan de wensen van haar echtgenoot wijdde ze zich aan het componeren. Haar eerste belangrijke succes was de Mis in E majeur, die in 1892 door de Handel and Haydn Society werd uitgevoerd. De goed ontvangen uitvoering van deze mis leidde ertoe dat Beach zich vanaf dat moment tot Amerika’s belangrijkste componisten mocht rekenen. Ze componeerde de Jubilate opgedragen aan de Woman's Building op de World's Columbian Exposition.
Nadat haar echtgenoot in 1910 overleed, maakte ze als pianiste een tournee door Europa en ze speelde op de concerten haar eigen composities. Ze was vastbesloten om zich én als pianiste én als componiste een reputatie te verwerven. In 1924 keerde ze terug naar Amerika waar ze het grootste deel van haar tijd besteedde aan de MacDowell Colony in Peterborough (New Hampshire). In 1915 schreef ze de “Ten Commandments for Young Composers”, waarin veel van haar stellingen voor zelfstudie zijn opgenomen. Later verhuisde Amy Beach naar New York, waar ze de virtuele huiscomponist van de St. Bartholomew’s Episcopal Church werd. Ze gebruikte haar status als de belangrijkste vrouwelijke componist van Amerika om de carrière van jonge musici te bevorderen; ook stond ze aan het hoofd van diverse organisaties, zoals de Society of American Women Composers, waarvan ze de eerste president was. Hartfalen leidde ertoe dat Beach zich in 1940 terugtrok, tot haar dood in 1944.
De belangrijkste composities van Amy Beach zijn de Mis in E majeur (1892), de Gaelic Symphony (1893), een vioolsonate, een pianoconcert, de Variations on Balkan Thema’s, een pianokwintet, diverse koorwerken en kamermuziekcomposities (zoals de Pastorale voor houtblazers), pianomuziek, en de opera Cabildo (1932), maar het bekendst was ze toch voor haar liederen. Ze componeerde voornamelijk in een Romantisch idioom, dat vaak vergeleken wordt met dat van Brahms. In haar latere werk experimenteerde ze soms, de tonaliteit verlatend, waarbij ze gebruik maakte van de anhemitonisch hexatonische of hele-toonstoonladder en andere meer exotische harmonieën en technieken.
In verhouding tot het succes dat ze bij leven kende, wordt de muziek van Amy Beach sinds haar dood weinig opgevoerd. Uit feministische hoek luidt de kritiek dat voor Beach niet hetzelfde canoniseringswerk werd verricht dat wel gebeurde voor mannelijke tijdgenoten met vergelijkbaar succes, zoals bijvoorbeeld Jean Sibelius.

## Eerbetoon
Op 9 juli 2000 brachten de Boston Pops Amy Beach in Bostons beroemde Hatch Shell een belangrijk eerbetoon. Haar naam werd aan de granieten muur toegevoegd op "The Shell", waarop ze samen met 86 andere componisten zoals Bach, Händel, Chopin, Debussy, Edward MacDowell, en Beethoven staat vermeld. Amy Beach is de enige vrouw op deze muur.

## Geselecteerde opnames
- Amy Beach: Pianoconcert in c mineur met pianist Alan Feinberg en de symfonie in e mineur ("Gaelic"),uitgevoerd door het Nashville Symphony Orchestra gedirigeerd door Kenneth Schermerhorn (Naxos 8559139).
- Amy Beach: Sonate voor viool en piano in a mineur; Strijkkwartet; Pastorale voor houtblazers; en vier sketches voor piano, Dreaming, uitgevoerd door het Ambache Chamber Ensemble (Chandos Records 10162).
- Amy Beach: Songs, gezongen door mezzosopraan Katherine Kelton, begeleid door pianiste Catherine Bringerud (Naxos 8559191).
- Amy Beach: Grand Mass in E Majeur, uitgevoerd door het Stow Festival Chorus and Orchestra (Albany Records, 1995).

- Bibsys: 5025321
- Biblioteca Nacional de España: XX1777999
- Bibliothèque nationale de France: cb139447078 (data)
- Catàleg d'autoritats de noms i títols de Catalunya: 981058516754006706
- CiNii: DA10618994
- Gemeinsame Normdatei: 118968157
- International Standard Name Identifier: 0000 0003 7302 9149
- Library of Congress Control Number: n81018433
- Nationale Bibliotheek van Letland: 000049223
- MusicBrainz: 2b7d0667-95d0-4004-930a-dcac2338a631
- Bibliotheek van het Japanse parlement: 01064124
- Nationale Bibliotheek van Tsjechië: xx0039546
- Nationale bibliotheek van Australië: 35633138
- Nationale Bibliotheek van Israël: 987007590007105171
- Nationale Bibliotheek van Polen: a0000001876753
- Nederlandse Thesaurus van Auteursnamen: 102650640
- LIBRIS: 207389
- SNAC: w6bg2mpx
- Système universitaire de documentation: 079962521
- Trove: 1022283
- Union List of Artist Names: 500341998
- Virtual International Authority File: 79577359
- WorldCat: E39PBJtX8bMC3KkRt4Yr3Mj6Kd